# Acacia heterocarpa
Acacia heterocarpa é uma espécie de leguminosa do gênero Acacia, pertencente à família Fabaceae.